# Torneo Femenino Apertura 2002 (Argentina)
El Torneo Femenino Apertura 2002 fue la decimotercera edición del Campeonato Femenino de Fútbol organizado por la Asociación del Fútbol Argentino. 
El campeón fue River Plate luego de vencer a Independiente en un partido de desempate, puesto que ambos equipos habían igualado en puntos en la primera posición de la tabla.

## Equipos participantes
| Equipo             | Ciudad          |
| ------------------ | --------------- |
| Banfield           | Lomas de Zamora |
| Sportivo Barracas  | Buenos Aires    |
| Boca Juniors       | Buenos Aires    |
| Estudiantes        | La Plata        |
| Gimnasia y Esgrima | La Plata        |
| Huracán            | Buenos Aires    |
| Independiente      | Avellaneda      |
| Los Andes          | Lomas de Zamora |
| Deportivo Morón    | Morón           |
| Platense           | Vicente López   |
| River Plate        | Buenos Aires    |
| San Lorenzo        | Buenos Aires    |
| Temperley          | Lomas de Zamora |

## Sistema de disputa
El torneo se desarrolló según el sistema de todos contra todos, a una sola vuelta. En caso de que dos equipos igualasen en puntos en la primera posición de la tabla, tal como efectivamente sucedió en esta edición del torneo, el campeonato se resolvería por medio de un partido de desempate entre ambos equipos.

## Tabla de posiciones
| Pos. | Equipo                  | Pts. | PJ | PG | PE | PP | GF | GC | Dif. |
| ---- | ----------------------- | ---- | -- | -- | -- | -- | -- | -- | ---- |
| 01.º | River Plate             | 34   | 12 | 11 | 1  | 0  | 72 | 9  | 63   |
| 02.º | Independiente           | 34   | 12 | 11 | 1  | 0  | 60 | 5  | 55   |
| 03.º | Boca Juniors            | 28   | 12 | 9  | 1  | 2  | 81 | 8  | 73   |
| 04.º | Banfield                | 23   | 12 | 7  | 2  | 3  | 34 | 15 | 19   |
| 05.º | Gimnasia y Esgrima (LP) | 21   | 11 | 7  | 0  | 4  | 26 | 15 | 11   |
| 06.º | Huracán                 | 19   | 12 | 6  | 1  | 5  | 40 | 30 | 10   |
| 07.º | Temperley               | 17   | 12 | 5  | 2  | 5  | 27 | 34 | −7   |
| 08.º | Estudiantes (LP)        | 16   | 12 | 5  | 1  | 6  | 25 | 33 | −8   |
| 09.º | Deportivo Morón         | 11   | 12 | 3  | 2  | 7  | 11 | 37 | −26  |
| 10.º | San Lorenzo             | 9    | 12 | 2  | 3  | 7  | 11 | 29 | −18  |
| 11.º | Los Andes               | 4    | 12 | 1  | 1  | 10 | 6  | 64 | −58  |
| 12.º | Sportivo Barracas       | 3    | 11 | 0  | 3  | 8  | 4  | 46 | −42  |
| 13.º | Platense                | 3    | 12 | 1  | 0  | 11 | 2  | 74 | −72  |

|  | Al salir igualados en puntos debieron jugar un partido de desempate por el campeonato. |

Fuente: Universo Fútbol.

## Resultados

### Fecha 1
|  | Banfield                                             | 5 - 1   | Estudiantes |  |  |
|  | Arrospide Seimur · Vanina Correa · Maria Jose Vinjoy | Reporte | -           |  |  |

|  | Boca Juniors                                                                                     | 15 - 0  | Platense |  |  |
|  | Elizabeth Villanueva · Alvariza · Andrea Ojeda · Gaitán · Marisa Gerez · Cecilia Juárez · Fredes | Reporte |          |  |  |

|  | Temperley | 0 - 3   | Independiente                    |  |  |
|  |           | Reporte | Marisol Medina · Mariela Coronel |  |  |

|  | San Lorenzo | 0 - 4   | Gimnasia y Esgrima                            |  |  |
|  |             | Reporte | Toscani Quintana · Gómez · Ozuna · Guarracino |  |  |

|  | Deportivo Morón | 1 - 0   | Los Andes |  |  |
|  | Silva           | Reporte |           |  |  |

| 20 de octubre de 2002                                                              | Sportivo Barracas | 0 - 8   | Huracán |  |  |
|                                                                                    |                   | Reporte | Soledad Cáceres · Nélida Mabel Mendaro · Silvana Peralta · Pamela Cabrera · Nadia Cecilia Lavarda · Élida González Barreto |  |  |
| Inicialmente programado para el 22 de septiembre se postergó por falta de policía. |                   |         | |  |  |

Libre: River Plate.

### Fecha 2
|  | Independiente | 3 - 0 | San Lorenzo |  |  |

|  | Gimnasia y Esgrima | 4 - 0 | Deportivo Morón |  |  |

|  | Estudiantes | 1 - 6 | Boca Juniors |  |  |

|  | Platense | 2 - 1 | Sportivo Barracas |  |  |

|  | Huracán | 1 - 2   | Temperley | La Quemita, |  |
|  | -       | Reporte | - · - 85' |             |  |

|  | Los Andes | 0 - 12 | River Plate |  |  |

Libre: Banfield.

### Fecha 3
|  | River Plate | 8 - 0 | Gimnasia y Esgrima |  |  |

| 6 de octubre de 2002 | San Lorenzo                | 2 - 3   | Huracán                                                | Ciudad Deportiva, |  |
| | - · - · DT Marcelo Pereyra | Reporte | Pamela Cabrera · Silvana Peralta 88' · Soledad Cáceres |                   |  |
| Primer enfrentamiento histórico del Clásico Huracán-San Lorenzo en su versión femenina. El partido terminó con un total de cuatro expulsiones y algunas incidencias. |                            |         |                                                        |                   |  |

|  | Sportivo barracas | 1 - 4 | Estudiantes |  |  |

|  | Banfield | 1 - 1 | Boca Juniors |  |  |

|  | Deportivo Morón | 0 - 10 | Independiente |  |  |

|  | Temperley | 11 - 0 | Platense |  |  |

Libre: Los Andes.

### Fecha 4
|  | Banfield | 4 - 1 | Sportivo Barracas |  |  |

|  | Estudiantes | 2 - 2 | Temperley |  |  |

|  | Platense | 0 - 1 | San Lorenzo |  |  |

| 12 de octubre de 2002 | Huracán                            | 2 - 2   | Deportivo Morón | La Quemita, |  |
|                       | Guadalupe Maydana · Pamela Cabrera | Reporte | - · -           |             |  |

|  | Independiente | 1 - 1 | River Plate |  |  |

|  | Gimnasia y Esgrima | 8 - 0 | Los Andes |  |  |

Libre: Boca Juniors.

### Fecha 5
|  | Sportivo Barracas | 0 - 9 | Boca Juniors |  |  |

|  | Los Andes | 0 - 7 | Independiente |  |  |

| Octubre de 2002 | River Plate       | 5 - 0   | Huracán |  |  |
|                 | - · - · - · - · - | Reporte | -       |  |  |

|  | Deportivo Morón | 2 - 0 | Platense |  |  |

|  | San Lorenzo | 0 - 3 | Estudiantes |  |  |

|  | Temperley | 0 - 2 | Banfield |  |  |

Libre: Gimnasia y Esgrima.

### Fecha 6
|  | Boca Juniors | 12 - 1 | Temperley |  |  |

|  | Banfield | 0 - 0 | San Lorenzo |  |  |

|  | Estudiantes | 3 - 1 | Deportivo Morón |  |  |

| 3 de noviembre de 2002 | Platense | 0 - 14 | River Plate | Auxiliar de Galván, |  |

|  | Huracán | 8 - 0 | Los Andes |  |  |

|  | Independiente | 2 - 0 | Gimnasia y Esgrima |  |  |

Libre: Sportivo Barracas.

### Fecha 7
|  | Los Andes | 2 - 0 | Platense |  |  |

|  | Deportivo Morón | 1 - 2 | Banfield |  |  |

|  | Temperley | 0 - 0 | Sportivo Barracas |  |  |

|  | River Plate | 7 - 1 | Estudiantes |  |  |

|  | San Lorenzo | 0 - 7 | Boca Juniors |  |  |

| Noviembre de 2002                                                            | Gimnasia y Esgrima | 0 - 2   | Huracán                         |  |  |
|                                                                              |                    | Reporte | Natalia Scali · Silvana Peralta |  |  |
| Debido a la lluvia se jugó una semana después de lo inicialmente programado. |                    |         |                                 |  |  |

Libre: Independiente.

### Fecha 8
|  | Sportivo Barracas | 1 - 1 | San Lorenzo |  |  |

| 23 de noviembre de 2002                                                 | Boca Juniors | 12 - 0  | Deportivo Morón | Club Pintitas, |  |
|                                                                         |              | Reporte |                 |                |  |
| Con este partido Boca Juniors llegó a la marca de 101 partidos invicto. |              |         |                 |                |  |

|  | Banfield | 3 - 4 | River Plate |  |  |

|  | Estudiantes | 3 - 0 | Los Andes |  |  |

| 24 de noviembre de 2002 | Platense | 0 - 5 | Gimnasia y Esgrima | Auxiliar de Galván, |  |

| 23 de noviembre de 2002 | Huracán             | 2 - 6   | Independiente         | La Quemita, |  |
|                         | Silvana Peralta · - | Reporte | - · - · - · - · - · - |             |  |

Libre: Temperley.

### Fecha 9
|  | Deportivo Morón | 1 - 0 | Sportivo Barracas |  |  |

|  | Independiente | 8 - 0 | Platense |  |  |

|  | Gimnasia y Esgrima | 3 - 1 | Estudiantes |  |  |

|  | Los Andes | 2 - 10 | Banfield |  |  |

|  | River Plate | 2 - 1 | Boca Juniors |  |  |

|  | San Lorenzo | 1 - 2 | Temperley |  |  |

Libre: Huracán.

### Fecha 10
|  | Sportivo Barracas | 0 - 6   | River Plate |  |  |
|  |                   | Reporte |             |  |  |

|  | Temperley | 2 - 1 | Deportivo Morón |  |  |

|  | Boca Juniors | 7 - 0   | Los Andes |  |  |
|  |              | Reporte |           |  |  |

|  | Banfield | 0 - 1   | Gimnasia y Esgrima |  |  |
|  |          | Reporte |                    |  |  |

|  | Estudiantes | 1 - 4   | Independiente |  |  |
|  |             | Reporte |               |  |  |

|  | Platense | 0 - 8 | Huracán |  |  |

Libre: San Lorenzo.

### Fecha 11
|  | Los Andes | 0 - 0 | Sportivo Barracas |  |  |

|  | Huracán | 4 - 2 | Estudiantes |  |  |

|  | Independiente | 3 - 0 | Banfield |  |  |

|  | Gimnasia y Esgrima | 0 - 2 | Boca Juniors |  |  |

|  | River Plate | 10 - 3 | Temperley |  |  |

|  | Deportivo Morón | 2 - 2 | San Lorenzo |  |  |

Libre: Platense.

### Fecha 12
|             | Sportivo Barracas | vs. | Gimnasia y Esgrima |  |  |
| Postergado. |                   |     |                    |  |  |

|  | San Lorenzo | 0 - 3 | River Plate |  |  |

|  | Temperley | 4 - 1 | Los Andes |  |  |

|  | Boca Juniors | 1 - 2 | Independiente |  |  |

|  | Banfield | 3 - 1 | Huracán |  |  |

|  | Estudiantes | 3 - 0 | Platense |  |  |

Libre: Deportivo Morón.

### Fecha 13
| 15 de diciembre de 2002 | Independiente | 11 - 0  | Sportivo Barracas |  |  |
|                         |               | Reporte |                   |  |  |

| 15 de diciembre de 2002 | Gimnasia y Esgrima | 1 - 0   | Temperley |  |  |
|                         |                    | Reporte |           |  |  |

| 15 de diciembre de 2002 | Los Andes | 1 - 4   | San Lorenzo |  |  |
|                         |           | Reporte |             |  |  |

| 26 de diciembre de 2002 | Platense | 0 - 4   | Banfield |  |  |
|                         |          | Reporte |          |  |  |

| 26 de diciembre de 2002 | Huracán | 1 - 8   | Boca Juniors |  |  |
|                         |         | Reporte |              |  |  |

| 26 de diciembre de 2002                                       | River Plate | G - P | Deportivo Morón |  |  |
| No jugado. Triunfo adjudicado a River por ausencia del rival. |             |       |                 |  |  |

Libre: Estudiantes.

## Partido de desempate
| 28 de diciembre de 2002 | River Plate                        | 3 - 1   | Independiente   | Atlanta, Villa Crespo |  |
|                         | Claudia Vallejos · María Pía Gómez | Reporte | Mariela Coronel |                       |  |

## Campeón
| XXX                    |
| River Plate 7.º título |